# Färist (brandvägg)
Färist är en brandvägg som från begynnelsen beställdes av Försvarsmakten för användning i FM IP. Brandväggen tillverkades av företaget Tutus Data AB. Produkten har ersatts med Färist Firewall.
Alla Färistmodeller konfigureras via webbgränssnitt och baseras på operativsystemet FreeBSD.